# Agata Kwŏn Chin-i
Św. Agata Kwŏn Chin-i (ko. 권진이 아가타) (ur. ok. 1819 w Seulu, zm. 31 stycznia 1840) – męczennica, święta Kościoła katolickiego.
Jej matką była Magdalena Han Yŏng-i. Została wydana za mąż w wieku 12 lub 13 lat. Ponieważ jej mąż był zbyt biedny, żeby mieć własny dom, Agata Kwon mieszkała u krewnych. Pracowała jako gospodyni u chińskiego księdza Pacyfika Yu Pang-che podczas jego pobytu w Korei. W czasie prześladowań katolików została aresztowana razem z Agatą Yi Kyŏng-i 17 lipca 1839 roku. Dzięki pomocy życzliwego policjanta udało im się uciec. Wkrótce jednak ponownie zostały schwytane. W więzieniu spotkała się ze swoją matką. Pomimo tortur nie wyrzekła się wiary. Została ścięta 31 stycznia 1840 roku razem z 5 innymi katolikami (Augustynem Pak Chong-wŏn, Piotrem Hong Pyŏng-ju, Magdaleną Son Sŏ-byok, Agatą Yi Kyŏng-i i Marią Yi In-dŏk).
Dzień jej wspomnienia przypada 20 września (w grupie 103 męczenników koreańskich).
Beatyfikowana razem z matką 5 lipca 1925 roku przez Piusa XI, kanonizowana 6 maja 1984 roku w Seulu przez Jana Pawła II w grupie 103 męczenników koreańskich.